# Caught by the Tides
Caught by the Tides (dt.: „Von den Gezeiten gefangen“, Originaltitel: chinesisch 风流一代, Pinyin Feng liu yi dai) ist ein chinesischer Spielfilm von Jia Zhangke aus dem Jahr 2024. Das Beziehungsdrama mit Zhao Tao und Li Zhubin in den Hauptrollen wurde im Mai beim 77. Filmfestival von Cannes uraufgeführt.

## Handlung
Die Volksrepublik China zu Beginn der 2000er-Jahre: In Zeiten des wirtschaftlichen und gesellschaftlichen Umbruchs unterhalten Qiaoqiao und Guo Bin eine emotional unausgeglichene Beziehung. Während Qiaoqiao ihr Geld mit Tanzdarbietungen und Modenschauen in der nordchinesischen Großstadt Datong verdient, beschließt Guo Bin, sein Glück auf den Baustellen der Drei-Schluchten-Talsperre am Jangtsekiang zu suchen. Nachdem er sich jahrelang nicht bei ihr gemeldet hat, macht sich Qiaoqiao auf die Suche nach Guo Bin. Sie findet ihn und entscheidet noch während des sprachlosen Wiedersehens, ihn zu verlassen. 2022, während der COVID-19-Pandemie, begegnen sich die beiden erneut in Datong, dort, wo ihre Beziehung einst begonnen hatte. Dieses Mal sucht er sie und Qiaoqiao rennt davon, aufgehoben in einer Gruppe von abendlichen Stadtläufern. Jia Zhangkes Epos umspannt einen Zeitraum von 20 Jahren, in dem Chinas Gesellschaft und Wirtschaft einen tiefgreifenden Wandel erfahren haben.

## Hintergrund
Caught by the Tides ist die 30. Regiearbeit des chinesischen Filmemachers Jia Zhangke, für das er auch das Drehbuch gemeinsam mit der Autorin Wan Jiahuan verfasste. Erneut besetzte er die weibliche Hauptrolle mit seiner Ehefrau Zhao Tao. Wie auch bei seinem vorangegangenen preisgekrönten Spielfilm Asche ist reines Weiß (2018) trägt die Figur den Namen Qiao. Ebenso vertraute er bei der Produktion des Films auf weitere alte Weggefährten, darunter der japanische Produzent Shōzō Ichiyama sowie die aus Frankreich stammenden Éric Gautier (Kamera) und Matthieu Laclau (Schnitt).

## Veröffentlichung
Die Weltpremiere von Caught by the Tides fand am 18. Mai 2024 im Hauptwettbewerb des 77. Filmfestivals von Cannes statt.
In Frankreich soll ein regulärer Kinostart im Verleih von Ad Vitam erfolgen.

## Auszeichnungen
Für Caught by the Tides erhielt Jia Zhangke seine sechste Einladung in den Wettbewerb um die Goldene Palme des Filmfestivals von Cannes.

## Kritik
Das Lexikon des internationalen Films stellt fest, dass der Film „elliptisch präsentiert als dramaturgisches Spiel mit Figuren [sei], die sich mal umkreisen, mal ihre eigenen Wege gehen.“